# Чжан Янь (поет)
Чжан Янь (кит.: 張炎; 1248 — бл. 1320) — китайський поетй письменник часів династії Південна Сун й імперії Юань.

## Життєпис
Походив зі знатного роду Чжан. Нащадок у 6 поколінні відомого полководця Чжан Цзюня. Син поета Чжан Шу. Народився 1248 року в Ліньань, поблизу Ханчжоу, столиці Південної Сун. При народженні звався Шуся, при повнолітті — Ютянь.
Здобув гарну освіту, втім відмовився від державної служби. Статки його родини дозволяли займатися улюбленою справою — складанням віршів. Навіть післяпадіння Південної Сун у 1278 році його переважно незачепили політичні події. Був відлюдником в своєму маєтку. Помер близько 1320 року.

## Творчість
З його доробку відомо про 302 віршів у жанрі ци, у яких техніка володіння стилістичними прийомами доведена до досконалості, а мова чиста і вишукана. Вони увійшли дозбірки «Шаньчжун байюань ци» («Лірика Сун про Білі хмари в горах»).
У творі «Ци юань» («Джерело ци»), складеному між 1297 і 1307 роками, виклав свої теоретичні погляди на цей жанр. В ній узагальнено основні художні ідеї та досягнення шкіл ци. Складаєтьсяз 2глав, зяких збереглися окремі частини. У першому розділі розглядаються музичні аспекти лірики часів Сун, а другій — поетику. Вважав, що поезія повинна бути прозорою та вишуканою.